# 14-sai no haha: aisuru tame ni umarete kita
14-sai no haha: aisuru tame ni umarete kita (14才の母 ～愛するために生まれてきた～? lett. "Una madre di 14 anni: nato per amore") è una serie televisiva giapponese trasmessa dall'11 ottobre al 20 dicembre 2006 sull'emittente televisiva NTV. In Italia è stata trasmessa nel 2014 su Canale 5.
Questo dramma racconta la storia di una famiglia di fronte ad una figlia appena adolescente incinta; le scelte e le sfide che ciò comporta.

## Trama
Miki Ichinose ha da poco compiuto 14 anni ed ha iniziato a frequentare una scuola secondaria privata femminile. La sua personalità molto luminosa la fa benvolere da tutti e aver un sacco di amicizie. Il suo sogno nel cassetto è quello di poter presto diventare Disc jockey professionista, intanto conduce una trasmissione radio per la scuola. Le capita però d'innamorarsi d'un ragazzo d'un anno più grande (il suo "ragazzo del destino") incontrato casualmente un giorno in cui salva la vita ad un cagnolino che era scivolato nel fiume.
Una sera d'amore la rende incinta. La sua vita viene allora stravolta in un attimo e cade nella disperazione più cupa; ma la sua forza di volontà è incredibile e riesce a reagire con coraggio alle avversità che cominciano a frapporglisi davanti. I due scelgono inizialmente mantenere la loro relazione segreta, in quanto Miki è ancora troppo giovane e Satoshi da parte sua ha il dovere di eccellere a scuola per poi poter entrare in un'università di prestigio e prendere in consegna l'azienda di famiglia, così come già deciso fin da principio per lui. Ma la madre della ragazza trova nascosto in un cassetto un test di gravidanza che la giovane aveva sottratto in un negozio: inizialmente sconvolti, i genitori di Miki le promettono che in ogni caso le staranno comunque vicino, quale che sia la decisione che sceglierà di prendere.
Una visita medica le conferma di essere incinta e racconta tutto a Satoshi, il quale sembra prender bene la notizia: la madre di lui invece va su tutte le furie quando viene a sapere della cosa e vieta categoricamente ai due di continuare a vedersi. Arriva ad offrire anche i soldi per un aborto, che la famiglia Ichinose però rifiuta scandalizzata. Nonostante le pressioni ricevute dal suo ambiente (genitori, insegnanti, medici) Miki ha difatti già deciso da tempo di tenere il bambino; anche dovesse per questo rischiare lei stessa la vita. "Voglio conoscere il bambino", dice "voglio poterlo guardar in viso".
A peggiorare le cose l'azienda della famiglia Kirino incomincia ad aver sempre più difficoltà economiche e finisce con l'andar in bancarotta, fatto questo che costringe Satoshi e la madre a lasciar la città e andar a nascondersi per evitare la stampa: i giornalisti si sono subito fiondati infatti alla loro caccia in cerca di notizie. Miki intanto deve abbandonare temporaneamente la scuola a causa anche del "cattivo esempio" che dà alle altre compagne con la sua stessa presenza. Uno dei giornalisti in cerca di scoop venuta a sapere la cosa rintraccia Miki, sospettando subito che Satoshi possa esser il padre (o comunque esser implicato nella vicenda).
La signora Kirino, perduta così di colpo tutta la sua fortuna cade in una profondissima depressione e tenta il suicidio per porre termine alla miseria in cui è precipitata, soffocata com'è dai debiti e dall'umiliazione causata dal totale fallimento della propria esistenza: il figlio riesce a salvarla appena in tempo. Siamo oramai al settimo mese di gravidanza e Miki, seduta in una panchina in attesa dell'autobus che la deve riportare a casa dal centro della città, entra in travaglio prematuro; il giornalista che le sta da tempo alle calcagna seguendola dappertutto fa provvidenzialmente chiamare d'urgenza un'ambulanza.
Darà alla luce tramite taglio cesareo una bambina che vorrà chiamare Sora, il cui nome significa cielo (o blu come il cielo). Nasce prematura a seguito del distacco della placenta dalla parete dell'utero. La neonata viene subito messa in incubatrice in terapia intensiva a causa della difficoltà respiratoria dei polmoni ancora notevolmente sottosviluppati. Satoshi giunge di corsa in ospedale e viene portato a vedere la neonata; i due ragazzi sono decisi nel voler sposarsi appena conclusi gli studi.
La storia si conclude con Miki e la sua famiglia che, portata Sora a casa, posano per una foto di famiglia, davanti agli sguardi malevoli delle vecchie vicine pettegole; Satoshi inizia a lavorare per poter dare il proprio contributo al mantenimento della figlia; anche la signora Kirino inizia una nuova attività che sembra contribuire a portarla un poco alla volta fuori dalla crisi depressiva in cui era caduta. Miki inizia così la sua nuova vita di ragazza madre adolescente: una madre di quattordici anni.

## Protagonisti e interpreti
- Miki Ichinose (一ノ瀬未希?, Ichinose Miki), interpretata da Mirai Shida.
14 anni, una ragazzina appena adolescente ma molto più matura e adulta della sua età. Una studentessa molto amichevole e allegra, ottimista e spensierata.
- Kanako Ichinose (一ノ瀬加奈子?, Ichinose Kanako), interpretata da Misako Tanaka.
43 anni, madre di Miki. Una normalissima casalinga, che lavora part-time in un ristorante a conduzione familiare al fine di poter pagare le alte tasse d'iscrizione dell'istituto frequentato da Miki. Pensa immediatamente di farla abortire, ma arriva ad accettare la volontà della figlia prima di quanto non faccia il marito, stupita e ammirata dalla determinazione che la figlia ben presto dimostra avere.
- Tadahiko Ichinose (一ノ瀬忠彦?, Ichonose Tadahiko), interpretato da Katsuhisa Namase.
45 anni, il padre di Miki. Lavora per una società di costruzioni e da poco è salito di grado, è un uomo giusto e onesto; è preoccupato per la reputazione perduta, ma il pensiero di star vicino alla sua famiglia è più importante e prende presto il sopravvento su tutto il resto. Inizialmente fortemente contrario, cercherà di convincer la figlia a desister dalla sua folle idea di voler partorire, andrà anzi alla ricerca del ragazzo per fargli assumer le sue responsabilità. Ma poi a poco a poco cambierà la sua posizione, preoccupandosi solo del benessere della figlia. Ignorando i pettegolezzi e le maldicenze delle persone intorno a lui, si sforza di andar avanti col suo lavoro. Sosterrà Miki fino all'ultimo.
- Satoshi Kirino (桐野智志?, Kirino Satoshi), interpretato da Haruma Miura.
15 anni, il ragazzo di Miki. La sua vita sembra decisa in tutto e per tutto dalla madre caratterialmente aggressiva e prepotente, successivamente comincia a resistere alla sua autorità. Dopo il fallimento dell'azienda materna scompare per qualche tempo.
- Shizuka Kirino (桐野静香?, Kirino Shizuka), interpretata da Shigeru Muroi.
48 anni, madre di Satoshi. Una geniale donna d'affari; dopo aver divorziato dal marito, al mondo le è rimasto solo il figlio quindicenne. La sua filosofia educativa non è molto corretta: quando scopre la paternità del ragazzo, vuole fargli lasciare il Giappone per mandarlo a studiare in America per far sì che si dimentichi al più presto di quella che lei considera esser stata solo un'avventura. Ma questa volta il figlio non sarà così pronto ed obbediente ad assecondar i suoi desideri. Prepara un contratto da far firmare al padre di Miki in cui, in cambio di 20 milioni di yen, Miki rinunci ad ogni richiesta di paternità nei confronti di Satoshi: la ragazza sorprendentemente lo firma. Non finirà molto bene.
- Kyōko Endō (遠藤香子?, Endō Kyōko), interpretata da Sayaka Yamaguchi.
25 anni, insegnante di scienze di Miki. Sente un forte senso di responsabilità sia davanti ai successi di studio dei suoi studenti, sia per i loro comportamenti al di fuori dell'ambito scolastico. Si schiererà un po' alla volta sempre più dalla parte di Miki e farà il tifo per lei.
- Makoto Mitsui (三井マコト?, Mitsui Makoto), interpretato da Junichi Koumoto.
33 anni, zio materno di Miki. Un musicista che ha lasciato la famiglia dopo che questa s'era opposta al suo matrimonio. Gestisce un piccolo negozietto. Si sente molto in sintonia con Miki, a cui è sinceramente affezionato.
- Taku Hatano (波多野卓?, Hatano Taku), interpretato da Kazuki Kitamura.
38 anni, editor d'una rivista mensile di cultura giovanile. Quando è in pausa pranzo si trova spesso a scriver i suoi articoli al ristorante dove lavora la madre di Miki; le capita di venir a conoscenza dei problemi che riguardano la figlia della donna. Avrà una parte importante in tutto il successivo evolversi della vicenda.
- Mayu Yanagisawa (柳沢真由那?, Yanagisawa Mayu), interpretata da Mitsuki Tanimura.
15 anni, una nuova compagna di classe di Miki. Costretta a trasferirsi per una gravidanza tenuta segreta, è poi stata obbligata dalla famiglia ad abortire. Personaggio molto freddo e distaccato, inizialmente il suo rapporto con Miki non è affatto buono; prenderà poi l'iniziativa e gli racconterà la propria storia, trovando una confidente attenta e vicina.
- Megumi Kubota (久保田恵?, Kubota Megumi), interpretata da Kie Kitano.
14 anni, la migliore amica di Miki. Dopo aver saputo ch'è rimasta incinta si sente da lei profondamente ferita e tradita.
- Sayaka Nagasaki (長崎さやか?, Nagasaki Sayaka), interpretata da Rina Koike.
14 anni, compagna di classe di Miki.
- Kenta Ichinose (一ノ瀬健太?, Ichinose Kenta), interpretato da Kazuki Koshimizu.
11 anni, fratello minore di Miki. Anche se è ancora solo un semplice scolaro delle elementari, dimostra d'esser più maturo dei suoi coetanei. Inizialmente guardato dall'alto in basso a causa della sorella, più tardi si sforzerà di combatter assieme a lei per far valere le loro ragioni e diritto d'esistere.
- Kōyō Yamazaki (山崎光陽?, Yamazaki Kōyō), interpretato da Ken Kaito.
29 anni, segretario particolare della signora Kirino.
- Hinako Mitsui (三井ひな子?, Mitsui Hinako), interpretata da Sayaka Kaneko.
28 anni, ha sposato Makoto all'età di 18 anni, contro il volere di tutti ed è andata via di casa per poter stare assieme a lui.
- Haruko Matoba (的場春子?, Matoba Haruko), interpretata da Atsuko Takahara:.
52 anni, direttrice della clinica di ostetricia a cui si rivolge la madre di Miki, è la stessa che ha fatto nascere la ragazzina 14 anni prima.
- Eiza Nakatani (中谷栄三?, Nakatani Eiza), interpretato da Akira Onodera.
58 anni, preside della scuola frequentata da Miki.

### Altri
- Tarō Tsuchida (土田太郎?, Tsuchida Tarō), interpretato da Takashi Sorimachi.
Primario al reparto maternità dell'ospedale in cui si trova ricoverata Miki (appare nelle puntate 10-11).
- Yoshiko Okumura (奥村美子?, Okumura Yoshiko), interpretato da Yumiko Ideguchi.
32 anni
- Mitsue Inohara (猪原光江?, Inohara Mitsue), interpretata da Kiyo Hasegawa.
50 anni. Vice preside
- Rica Matsumoto (松本リカ?, Matsumoto Rika), interpretata da Itsumi Osawa.
40 anni
- Kazuhaki Haraguchi (原口和明?, Haraguchi Kazuhaki), interpretato da Shunya Isaka.
28 anni. Insegnante di educazione fisica, ha una relazione segreta con Kyōko.
- Ayumi Ikeayama, interpretata da Naho Toda (ep8).
34 anni. Una giovane donna in attesa di partorire.
- Aya Enjoji, una vicina (ep11)
- Haru
- Nobuhiro Nishihara, studente appena trasferito
- Shinobu Stuji
- Kumiko Nakano

## Episodi
In origine erano previste solo 10 episodi ma, grazie al notevole successo ottenuto ne è stata poi aggiunta una conclusiva.
| Nº | Titolo italiano (traduzione letterale) Giapponese 「Kanji」 - Rōmaji                                                                                 | In onda          | In onda |
| Nº | Titolo italiano (traduzione letterale) Giapponese 「Kanji」 - Rōmaji                                                                                 | Giapponese       |         |
| 1  | La gravidanza di una studentessa delle medie... Mi dispiace, mamma. 「中学生の妊娠…ごめんね、お母さん」 - Chūgakusei no ninshin... gomenne, o kaasan | 11 ottobre 2006  |         |
| 2  | Non sei più nostra figlia. 「お前なんかもう娘じゃない」 - O mae nankamō musume janai                                                                 | 18 ottobre 2006  |         |
| 3  | Addio... bambino mio. 「さよなら…わたしの赤ちゃん」 - Sayonara... watashino akachan                                                                  | 25 ottobre 2006  |         |
| 4  | Promessa... Non piangerò più 「約束…私は、もう泣かない」 - Yakusoku... watashi ha, mō naka nai                                                       | 1º novembre 2006 |         |
| 5  | Ciao... Il giorno in cui morì il mio primo amore. 「バイバイ…初恋が死んだ日」 - Baibai... hatsukoi ga shin da nichi                                  | 8 novembre 2006  |         |
| 6  | Può dare anche a me un libro della maternità? 「私にも母子手帳くれますか」 - Watashi nimo boshi techō kuremasuka                                     | 15 novembre 2006 |         |
| 7  | Il denaro può comprare il futuro? 「お金で未来は買えますか?」 - O kin de mirai ha kae masuka?                                                        | 22 novembre 2006 |         |
| 8  | Due vite... quale scegliere? 「二つの命…どちらを選ぶ?」 - Futatsu no inochi... dochirawo erabu?                                                      | 29 novembre 2006 |         |
| 9  | Nascita: le 24 ore in cui si rischia la vita. 「出産・命をかけた24時間」 - Shussan. inochi wokaketa 24 jikan                                         | 6 dicembre 2006  |         |
| 10 | Ridi ancora una volta... 「もう一度笑って…」 - Mō ichido waratte...                                                                                  | 13 dicembre 2006 |         |
| 11 | L'ultimo commovente episodio... Che cos'è la vita? 「涙の最終回スペシャル…命ってなに?」 - Namida no saishūkai supesharu... meitte nani?              | 20 dicembre 2006 |         |

## Temi affrontati
La vicenda segue la presa di coscienza della ragazza e la sua scelta maturata e riflettuta; e quello che ciò significa nell'ambito familiare, nell'ambiente scolastico (dove viene messa in un angolo come fosse un'appestata da coloro che il giorno prima dicevano di esser sue amiche), nella famiglia del ragazzo novello padre, nell'intero mondo degli adulti e della società in generale in mezzo a cui si trova a dover vivere.
Si parla di sessualità adolescenziale, di aborto, di richiesta d'autonomia dall'ambito familiare, di legami parentali morbosi ed egoistici travestiti da amore. Dopo aver lottato con gli stessi genitori che volevano farla inizialmente abortire, Miki decide di non rinunciare a provare ad allevar la figlia nata, anche da sola, anche senza l'aiuto di nessuno, anche contro l'opinione di tutti gli adulti. Durante tutto il corso della gravidanza dovrà sopportar assieme ai genitori i pettegolezzi dei vicini, ma non mollerà mai.

## Colonna sonora
- Tema d'apertura: Shirushi, di Mr. Children